# Fernando de Santiago
Fernando de Santiago y Díaz de Mendívil (Madrid, 23 de julio de 1910 - ibidem, 6 de noviembre de 1994) fue un político y militar español, destacado durante los últimos años del franquismo, llegando a ser presidente interino del Gobierno de España en julio de 1976.

## Biografía
Participó en la guerra del Rif durante los años 1920. Posteriormente, luchó junto al bando nacional durante la guerra civil (1936-1939). Hasta su ascenso a teniente general prestó servicios en varios puestos de la milicia. Ya diplomado de Estado Mayor, fue profesor y, más tarde, director de la Escuela Superior del Ejército.
El 4 de marzo de 1971, sucedió al general José María Pérez de Lema como gobernador general del Sahara español; su primer trabajo fue restaurar la confianza de la población nativa en el régimen colonial español, un año después del levantamiento de Zemla (17 de junio de 1970). Más tarde consiguió para el Gobierno saharaui una mayor autonomía interna, manifestada en una carta del general Franco (20 de febrero de 1973) en la que este prometía convertir en legislativa una institución hasta entonces meramente consultiva como la Yemaá. El propio general de Santiago transmitió esta misión al presidente de la asamblea, Khatri Ould Said El Joumani, pero no fue hasta después de su sustitución por el general Federico Gómez de Salazar y Nieto (24 de abril de 1974) cuando se publicó un Estatuto político acerca de la autonomía interna del Sahara. Por entonces, de Santiago había pasado ya a ocupar un puesto de importancia en el Centro Superior de Estudios de la Defensa Nacional (Ceseden).
El presidente del Gobierno Arias Navarro no tardó en nombrarle vicepresidente para Asuntos de la Defensa en el primer gobierno de la monarquía (1975). Asumió interinamente la presidencia de gobierno del 1 al 5 de julio de 1976, día de la toma de posesión de Adolfo Suárez, sucesor de Arias. Una vez ratificado en su cargo de vicepresidente de la Defensa (1976), criticó duramente la actitud del Gobierno, favorable a la legalización de las organizaciones sindicales.
El 8 de septiembre de 1976, Adolfo Suárez exponía su proyecto de reforma política ante un grupo de oficiales de alta graduación entre los que se encontraba el general de Santiago. Pocos días después, mantuvo una tensa entrevista con el presidente del Gobierno por la legalización de las organizaciones sindicales. Tras ello, presentó su dimisión, siendo sustituido por el hasta entonces jefe del Estado Mayor Central, Manuel Gutiérrez Mellado.
Tras el golpe de Estado del 23-F, el teniente general Manuel Gutiérrez Mellado le apuntó como el Elefante Blanco. Quienes han investigado aquella asonada, suponen que el Elefante nunca existió; o fue el general Armada o una alusión genérica a las Fuerzas Armadas.
Unos días antes del golpe de Estado, el 8 de febrero de 1981, el teniente general Fernando de Santiago publicó en el diario El Alcázar un artículo titulado «Situación crítica», que resultó muy polémico, donde con motivo de los abucheos proferidos cuatro días antes a los reyes de España por los diputados de Herri Batasuna en la Casa de Juntas de Guernica y los numerosos asesinatos que venía perpetrando la banda terrorista ETA, cuestionaba la representatividad de los partidos políticos en esos momentos.